# Agàsicles
Agàsicles, també Agèsicles o Egèsicles (en grec antic Ἀγασικλῆς (dòric), Ἀγησικλῆς o Ἠγησικλῆς (jònico-àtic); en llatí: Agasicles o Agesicles) va ser rei d'Esparta, el 14è de la línia dels euripòntides i contemporani de l'agíade Lleó. Va succeir al seu pare Arquidam, potser l'any 600 aC o el 590 aC.
Durant el seu regnat es va lliurar una guerra contra Tègea que no va tenir èxit, però va guanyar altres guerres de les quals res no se sap, segons que diuen Heròdot i Pausànias.